# Лев Юрьевич
Лев Галицкий, Лев Юрьевич, Лев II (ум. ок. 1323) — князь Луцкий, Галицкий (с 1308 года). Сын Юрия Львовича. Князь, как подписывался он на грамотах, «Всей Русской земли, Галицкой и Волынской».
После смерти отца правил вместе со своим братом Андреем Юрьевичем. Андрей правил во Владимире-Волынском, а сам Лев — в Галиче.

## Борьба с Литвой и Ордой
Первое упоминание о внешней политике Льва II и его брата Андрея относят к 1316 году. В этом году они заключили военный союз с Тевтонским орденом, которому обещали защиту от Золотой Орды и любого другого врага. Вскоре ухудшились отношения с Великим княжеством Литовским, и всё второе десятилетие XIV века прошло в напряжённой борьбе братьев с Гедимином. Литовцы заняли Дрогичин и Брест.
Испортились отношения Галича и с Золотой Ордой. Для борьбы с Ордой, ведомой Узбек-ханом, галицкие князья использовали уже заключённый ранее союз с Орденом, а также заключили соглашение с польским королём Владиславом I Локетеком.

## Смерть
Братья Лев и Андрей погибли не позже мая 1323 года:
1. В битве против монголо-татар;
2. При обороне Подляшья от литовцев.

Согласно «Хронике Литовской и Жамойтской», Лев Юрьевич (упоминаемый в летописи как луцкий князь Лев либо как Лев Данилович) участвовал в битве на Ирпени с литовскими войсками, где был убит. Его сын Владимир Львович, известный только по польским хроникам, погиб ещё ранее, при обороне от Гедимина Волыни.